# Aðaldalshraun
Aðaldalshraun är ett lavafält i republiken Island.   Det ligger i regionen Norðurland eystra, i den norra delen av landet, 280 km nordost om huvudstaden Reykjavík.
Inlandsklimat råder i trakten. Årsmedeltemperaturen i trakten är −1 °C. Den varmaste månaden är juli, då medeltemperaturen är 11 °C, och den kallaste är februari, med −10 °C.